# 貝倫加爾

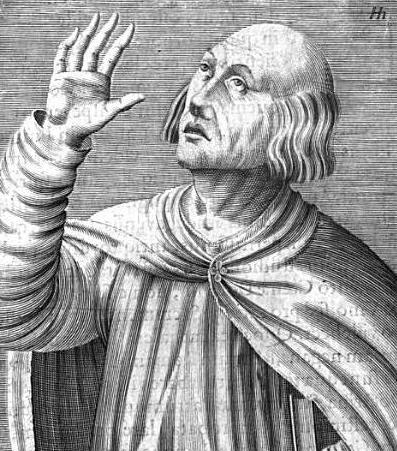
貝倫加爾

图爾的貝倫加爾（Berengar of Tours，999年—1088年1月6日），11世紀法國基督教神學家兼昂熱的副主教。他在沙特爾大教堂學校樹立了學者風範，特別是他採用理論辯證法進行理性的探究，使在拉昂和巴黎的大教堂學校也隨後效法。他對聖餐的化體說的理念上與當時的教堂領袖起了分歧點。

## 生平
图爾的貝倫加爾可能出生於图爾，約11世紀初期。他在沙特爾的福貝特主教的學校受教育。福貝特代表了中世紀早期的神學。貝倫加爾因偏好非宗教的知識勝過純然的神學，所以他並沒真的學到福貝特的神學。他對拉丁文學、理論辨認法、普遍性知識，及其思想的寬度遠超過他當時的年齡。爾後，他較多注意聖經和早期基督徒作家，特別是图爾的格雷戈里(Gregory)和希波的奧古斯丁。因此，他也接觸到正式神學教育。
回到图爾以後，他成為了大教堂的其中一位教士(canon)，以及約1040年擔任大教堂學校的校長。在任期間他改進了學校制度的效率，因此，許多學生從四方八面慕名而來。他因其無可指摘的修道生活而成名。同時間，他教導上的成功也為他贏得了美名。他的聲譽響亮到及至一群修道士寫信請他寫一本可以重燃他們熱忱的書籍。他寫給約司林(Joscelin)(約氏是後來的波爾多的大主教)的信亦顯示出賦予他裁判的權柄之實證(約氏請他判斷一宗在普瓦捷的埃森貝特主教(Bishop Isembert)與其全體修士之間的爭執。)他後來成了昂熱的副主教，受到不少主教的信任。這些主教當中有包括在昂儒上任的杰弗里伯爵(他是相當有權勢的)。
在眾人讚美之響聲中，有 一反對的浪聲開始響起。傳言說他對主餐的看法是異端。關於主餐的本質說之議題可追溯到中古世紀的初期。在九世紀時，帕斯卡西烏斯‧拉德貝如圖斯早已質疑聖餐是在天的基督的身體的說法，但當時無人支持他。貝倫加爾的說法遭拉特拉姆努司和拉巴努斯·莫鲁斯激烈的反對。貝倫加爾因完全否認聖餐的餅跟杯是主的身體的化質，違反了歷代對聖餐擁有的崇尚敬虔的看法，這就無可避免地掀起了議題的風波。

## 重要性
貝倫加爾對中古神學最大的貢獻是他堅持把辯證法帶進神學，遠超過與他同時代的人。在他的著作中，有些主張是可以按著純粹的邏輯就可明白。然而，當論到貝倫加爾的立足點背後的基礎理論的話，若說到他故意推翻一概宗教權柄(包括經文、教父們、教宗、以及議會)，這就會太離譜了。因在十一世紀的當時並沒有像今天的知識。
他所強調的不是理性和啟示之間的對比，而是在瞭解啟示的過程中的理性和非理性的方式之間的差別。他不贊同以強制性的神學來驅使他同意，因為這樣的決定是非理性的。他在這裡所拒絕順服的權威是人的權威。
貝倫加爾從來沒有全然反對他的批判者，因此他也可能從來沒有被逐出教堂過。但他所引起的議題不禁使人們重思第九世紀關於聖餐的看法。當貝倫加爾與他的批判者採用非宗教的方式(如邏輯、文法)來表達基督徒的教義時，這就為十二世紀的經院哲學開了一條門路。